# Lust for Life
Az 1977-es Lust for Life Iggy Pop amerikai énekes második szólólemeze. Ez a második albuma, melyet David Bowie-val együttműködve készített el. Nemcsak a kritikusok dicsérték, de Iggy Pop legnagyobb kereskedelmi sikert elért lemeze lett. Ez jutott a legmagasabb helyre a brit albumlista pop lemezei közül. A címadó dal számára az ismertséget két évtizeddel később hozta meg a Trainspotting film. Az album szerepel az 1001 lemez, amit hallanod kell, mielőtt meghalsz című könyvben.

## Az album dalai
|    | Cím                  | Szerző(k)                     | Szöveg            | Hossz |
| -- | -------------------- | ----------------------------- | ----------------- | ----- |
| 1. | Lust for Life        | David Bowie                   | Iggy Pop          | 5:13  |
| 2. | Sixteen              | Pop                           | Pop               | 2:26  |
| 3. | Some Weird Sin       | Bowie                         | Pop               | 3:42  |
| 4. | The Passenger        | Ricky Gardiner                | Pop               | 4:44  |
| 5. | Tonight              | Bowie                         | Pop               | 3:39  |
| 6. | Success              | Bowie, Gardiner               | Pop               | 4:25  |
| 7. | Turn Blue            | Bowie, Warren Peace           | Pop, Walter Lacey | 6:56  |
| 8. | Neighborhood Threat  | Bowie, Gardiner               | Pop               | 3:25  |
| 9. | Fall in Love with Me | Bowie, Hunt Sales, Tony Sales | Pop               | 6:30  |

## Közreműködők
- Iggy Pop – ének
- David Bowie – billentyűk, zongora, háttérvokál
- Carlos Alomar – gitár, háttérvokál
- Ricky Gardiner – gitár, háttérvokál
- Tony Sales – basszusgitár, háttérvokál
- Hunt Sales – dob, háttérvokál

## Fordítás
Ez a szócikk részben vagy egészben a Lust for Life (album) című angol Wikipédia-szócikk ezen változatának fordításán alapul.  Az eredeti cikk szerkesztőit annak laptörténete sorolja fel. Ez a jelzés csupán a megfogalmazás eredetét és a szerzői jogokat jelzi, nem szolgál a cikkben szereplő információk forrásmegjelöléseként.